# قائمة العلوم الزائفة والمصطلحات العلمية الزائفة
هذه هي قائمة في مواضيع، والتي في مرحلة أو أخرى من التاريخ، صنفت كعلم كاذب بحسب رأي الأكاديميين والباحثين. النقاشات بخصوص هذه المواضيع قد تمت في صفحاتها الرئيسية. هذه التوصيفات نوقشت من أجل تثقيف العامة بخصوص الإدعائات والممارسات المثيرة للشك وربما الخادعة أيضاً - جهود لتفسير طبيعة العلم أو محاكاة ساخرة لإستنتاجات علمية تافهة.
نقد العلم الكاذب، وهو ما يفعله المجتمع العلمي أو المنظمات الشكّية بصورة عامة، يتضمن نقد الأسس المنطقية أو المنهجية أو البلاغية لموضوع معين. بعض المواضيع المدرجة هنا ما زالت في قيد التحقيق العلمي، وبعضها الآخر قد خضع للبحث العلمي في الماضي ويعتبر مدحوض اليوم لكنه قد بُعث مرة أخرى مكسوٌ بزي العلم الكاذب. أما بعض الأفكار الأخرى هنا فهي غير علمية أساساً لكنها قد تعدّت بشكلٍ أو بآخر على المضامير أو الممارسات العلمية.
الكثير من المؤيدين أو الممارسين للمواضيع المطروقة هنا يتخالفون مع توصيفها بالعلم الكاذب. كل قسم هنا يلخص سمات العلم الكاذب المزعومة في الموضوع.

## التمويل
التحليل الفني هو منهجية تحليل الأمان للتنبؤ باتجاه الأسعار من خلال دراسة بيانات السوق السابقة، وعلى رأسها السعر والحجم. ويستخدم الاقتصاد السلوكي والتحليل الكمي العديد من أدوات التحليل الفني، التي تشكل جانبًا من جوانب الإدارة النشطة، وتتناقض مع الكثير من نظرية المحفظة الحديثة. تنص فرضية كفاءة السوق على أن أسعار سوق الأوراق المالية لا يمكن التنبؤ بها في الأساس، وبذلك تطعن بفعالية كل من التحليل الفني والأساسي. ما يزال العديد من الأكاديميين يعتبرونه علمًا زائفًا. يقول الأكاديميون مثل يوجين فاما إن الأدلة على التحليل الفني قليلة ولا تتوافق مع الشكل الضعيف لفرضية كفاءة السوق.

## علوم فيزيائية

### علم الفلك وعلوم الفضاء
- الإيمان بالعصر الألفي (2012) - الإيمان بنهاية العالم بسبب كوارث أو أحداث تحويلية تحدث في أو حوالي 21 كانون الأول من عام 2012. هذا التاريخ يعتبر آخر يوم من 5,126 يوماً في تقويم العد الطويل الميزوأمريكي (Mesoamerican Long Count)، وبذلك فاحتفالات إحياء الذكرى تتم في 21 كانون الأول من عام 2012 في الدول التي كانت جزء من حضارة المايا (المكسيك، غواتيمالا، هندوراس، والسيلفادور)، والأحداث الأساسية لهذه المناسبات تحصل في تشيتشن إيتزا (Chichén Itzá) في المكسيك، وتيكال (Tikal) في غواتيمالا. وافق خبراء علم المايا المحترفين على غياب التكهنات التي تخص نهاية العالم الوشيكة في قصص المايا القديمة، وبأن فكرة نهاية تقويم العد الطويل في عام 2012 حرّفت تاريخ وثقافة المايا،[1] بينما رفض علماء الفلك سيناريوهات نهاية العالم المختلفة بسهولة بعد القيام بأرصاد فلكية بسيطة.[2]
- رواد الفضاء القدماء - فكرة مستندة على اللاعتقاد بأن مخلوقات غير أرضية قد زارت الأرض وتواصلت مع الإنسان في قديم الزمان وما قبل التاريخ. أشار المقترحون بأن هذا التواصل قد أثّر على تطور الثقافات الحديثة والتقنيات والأديان أيضاً. هنالك إدّعاء شائع بأن اللآلهة في معظم الأديان، إن لم تكن جميعها، هي من أصول غير أرضية. إن الأكاديميين لم يأخذوا فكرة وجود رواد الفضاء القدماء على محض الجد، ولم تجذب الفكرة أي انتباه في الدراسات المراجَعة.[3]
  - الأنوناكي من نيبيرو - زكريا سيتشين اقترح في سلسلته ”تأريخ الأرض“، بداية بالكوكب الثاني عشر في عام 1976 والذي يدور حول تفسير سيتشين الفريد لنصوص سومرية وشرق أوسطية قديمة، أحجار أثرية في مناطق معينة، وآثار من أنحاء العالم. يفترض سيتشين بأن الآلهة السومريون القدماء كانوا رواد فضاء وأتوا من كوكب نيبيرو، والذي بحسب ما زعم سيتشين، اعتقد السومريون بأنه الكوكب الثاني عشر البعيد (12th planet) (بعد حساب الشمس والقمر وبلوتو ككواكب)، ومرتبط بالإله ماردوك. بحسب رأي سيتشين، فكوكب نيبيرو يستمر بالدوران حول شمسنا بمدار بيضوي فترته 3600 سنة.
  - رواد الفضاء القدماء من نظام نجمة الشّعرَى الشمسي - ناقش روبرت كايل غرنفيل تيمبل اقتراح في كتابه ”لغز الشّعرَى“ في عام 1976 بأن سكان الدوكون المقيمون في شمال-غرب دولة مالي حالياً قد احتفظوا بقصص تخص زيارة من هم غير ارضيين لهم منذ 5,000 عام تقريباً. وقد استشهد بعدّة أدلة، بضمنها علم فلك متقدِّم موروث من القبيلة وأوصاف وديانات مشابهة لتلك في حضارات قديمة كمصر القديمة وسومر.
- التنجيم - يتضمن العديد من الاعتقادات التي تشير إلى وجود صلة بين الظواهر الكونية وأحداث أو أوصاف الشخصية البشرية في عالم الإنسان. العديد من نظم التكهّن تعتمد المواقع النسبية وحركات مختلف الأجرام السماوية، سواءً حقيقية أو متَخيّلة. الاختبار العلمي للتنجيم قد أجري، ولم يوجد أي دليل لدعم الافتراضات أو التأثيرات المزعومة الملخّصة في أعراف التنجيم. فقد فُنّد التنجيم أينما تنبأ بشكل قابل للتفنيد.
- علوم كون الخلقيّ - هي تفسيرات لأصل وتكوين الكون بإتباع السرد القصصي الخلقيّ في سفر التكوين (الإصحاح الأول في الإنجيل)، والذي ينص على أن إله الإنجيل قد خلق الكون في ثمانية مراحل خلال ستة من أيام الخلق السبعة.
- سكان الدوكون والشّعرَى ب - وهي سلسلة من الإدّعائات بأن سكان الدوكون كانوا على علم بالنجم الأبيض الأضعف المصاحب لنجمة الشّعرى على الرغم من كونه غير مرئي للعين المجردة (وإنهم قد عرفوا بذلك لأسباب أخرى وليس لأن الزوار الأوربيون قد أخبروهم بذلك).
- الوجه على المريخ - هو تشكّل حجري في منطقة سايدونيا مينساي على سطح المريخ، والذي اعتبِر وبشكل مؤكد دليلاً على وجود حياة محلية ذكية على هذا الكوكب. فأظهرت الصور العالية الدقة بأنه أقل شبهاً بالوجه. هذا الموضوع قد برز في أعمال ريتشارد تشارلز هوكلاند (Richard C. Hoagland) وتوم فان فلانديرن.
- تأثير القمر - وهو الاعتقاد بأن للقمر الكامل تأثير على سلوك الإنسان.
- الإيمان حديثاً بسطحية الأرض - الاقتراح بأن الأرض مستوية وبشكل قرص يتعجّل بالإتجاه الأعلى، مولدٌ بذلك وهم الجاذبية. الواضعين لفكرة سطحية الأرض، كمجتمع الأرض المسطحة، لا يتقبلون أي دليل مقنع كصور الأرض من الفضاء مثلاً.
- نظرية مركزية الأرض المعاصرة - في علم الفلك، النموذج المستند على مركزية الأرض، والمسمى بـGeocentrism أو نظام بطليموس، هو وصف ملغى للكون يضع الأرض في المركز. فوفق هذا النموذج، يدور كل من القمر والشمس والنجوم حول الأرض. كان نظام بطليموس سائد في العديد من الحضارات القديمة، منها حضاراتي أرسطو وبطليموس.
- نظرية المؤامرة في الهبوط على القمر - الإدّعاء بأن بعض أو كل عناصر رحلة برنامج أبولو (Apollo) وما يعود لموضوع الهبوط على القمر كان عبارة عن خدع نظّمت من قبل وكالة ناسا (NASA) بالتعاون مع منظمات أخرى. وأبرز هذه الإدّعائات هو كون عمليات الهبوط الستة على القمر ما بين الأعوام 1969 و 1972 أمر مختلق وبأنه لم يمشِ رواد فضاء أبولو الإثني عشر على سطح القمر في الواقع أصلاً. العديد من المجموعات والأفراد قد إدّعوا منذ منتصف السبعينات بأن وكالة ناسا الفضائية وغيرها قد اختاروا بأن يوهموا العامة بأن الهبوط قد حصل، وذلك بصنع أو التلاعب بالأدلة أو طمسها، والمتضمنة على صور، شرائط بيانات القياس عن بعد، المواد المرسلة راديوياً وتلفزيونياً، عينات من صخور القمر، وحتى بعض الشهود المهمّين.
- كارثة نيبيرو - وهو تنبؤ من قبل نانسي ليدر، والمدعية بتواصلها بجهة من خارج الأرض بأن كوكب نيبيرو سيرتطم بالأرض. بعد أن عدّلت تنبؤها مرات عديدة، إدّعت بأن السنة التي سيحصل فيها الارتطام هي 2012. في سنة 2017، إدّعى أحد منظّري نظرية المؤامرة، والمدعى بداوود ميد، بأن سنة الارتطام ستكون هي سنة 2017 نفسها.
- فايمانيكا شاسترا - الإدّعاء بأن الطائارات قد اخترعت في الهند منذ العصر الفيدي الهندي. إستنتج بحث في عام 1974، والذي قام به باحثوا المعهد الهندي للعلوم في بانكلور، بأن الطائرة الأثقل من الهواء التي وصفتها الفايمانيكا شاسترا ليست عملية إيرودينامياً. أشار الباحثون في نقاش لوصف مبادئ الطيران المكتوبة بأنها غير صحيحة وبليدة، وفي بعض الأحيان تخلّ بقوانين نيوتن للحركة.
- العوالم في تلاطم - الكاتب عمانؤيل فيليكوفسكي اقترح في كتابه ”العوالم في تلاطم“ بأن هنالك أدلة مكتوبة وأخرى جغرافية تشير إلى أن الإنسان قد شهد تفاعلات كارثية بين كواكب مجموعتنا الشمسية.

### علوم الأرض
- هندسة الـ366 أو الهندسة المغليثية - تفترض وجود هندسة ارضية منذ 3500 قبل الميلاد على الأقل، والاحتمالية بأن هذا النظام الهندسي ما زال في قيد الاستخدام من قبل الماسونية الحديثة. يدّعي المقترحون بأن الحضارتين المغليثيتين في بريطانيا وبريتاني كانتا بحيازة علم هندسة ورياضيات متقدمين وعلى علم بحجم الأرض. فالياردة المغليثية مرتبطة بالمحيط القطبي للأرض باستخدام دائرة مقسومة إلى 366 جزء.
- مثلث برمودا - منطقة في المحيط الأطلسي واقعة بين برمودا في بورتو ريكو، وولاية فلوريدا الأمريكية. إعتُبرت حوادث واختفائات الطائرات الحربية والسفن كثيرة التكرار في تلك المنطقة، فأدى ذلك لتداول قصص عن ظواهر غير طبيعية، مواجهات غير عادية، وتفاعلات مع مخلوقات غير أرضية.
- إنكار التغيير المناخي - يتضمن إنكار أو نبذ أو الشك الغير مبرر أو وجهات النظر المخالفة التي تبعد عن ما هو متفق عليه علمياً بخصوص التغيير المناخي، وهذا يشمل درجة تأثير الإنسان عليه، وتأثير التغيير المناخي على الطبيعة ومجتمع الإنسان، أو قابلية تأقلم أفعال الإنسان بوجود الاحتباس الحراري.
- جيولوجيا الفيضان - وهو الطراز الخلقيّ للجيولوجيا، والذي يؤيد فكرة بأن معظم الملامح الجيولوجية للأرض تفسَّر بافتراض حصول فيضان عالمي.
- الأرض المجوفة - وهو اقتراح بكون الأرض إما مجوفة كلياً أو تحتوي على تجاويف تحت القشرة. بعض التراث ونظريات المؤامرة تتشبث بهذه الفكرة وتقترح وجود حياة في باطن الأرض.

### الطاقة
- الطاقة المجانية - صنف من أصناف الحركة الأبدية (Perpetual Motion) والذي يزعم خلق طاقة (خارقاً بذلك القانون الأول للديناميكا الحرارية) أو استخراج شغل مفيد من الأنظمة المتوازنة (خارقاً بذلك القانون الثاني للديناميكا الحرارية).
- مركبات وقود الماء - مثال من مكائن الحركة الأبدية. أجهزة كهذه يُزعَم بأنها تتخذ الماء كوقود أو أنها تولد الوقود من الماء بدون طاقة داخلة للنظام.
- حبة البنزين - وهي حبة يدّعى بأنها تحوّل الماء إلى بنزين.
- سائل هونكتشنك السحري - غشٌّ انتشر في الصين عمله وانك هونكتشنك، سائق حافلة من هاربين من غير خلفية علمية، حيث زعم في عام 1983 باستطاعته تحويل الماء إلى وقود قابل للاشتعال كالنفط بإذابة القليل من قطراتِ سائلهِ في الماء.
- الهيدرينوات - حالة مفتَرَضة لذرة غاز الهيدروجين، والتي بحسب مقترحها، تمتلك طاقة أقل من الحالة الذرية الأرضية وتمثل وقود عالي الكفاءة.
- الإي-كات - وهو مفاعل يُزعَم بأنه قابل لتحقيق الاندماج النووي البارد.
- الأورغون أو طاقة الحياة الكونية (Orgone) - وهي فكرة من أفكار العلم الكاذب تصف طاقة باطنية أو طاقة حياة كونية افتراضية، وإقتُرحت في فترة عقد الثلاثينات من القرن العشرين.

### فيزياء
- الأوتوديناميكا - وهي نظرية فيزيائية اقتُرحت في عقد الأربعينات من القرن العشرين وتدّعي بأن معادلات لورنز للتحويل لم تسبك بشكل صحيح لتصف التأثيرات النسبية، والتي بدورها تبطل نظريتي آينشتاين النسبية الخاصة والعامة، وكذلك معادلات ماكسويل.
- نظرية آينشتاين-كارتان-إيفانز - وهي نظرية فيزيائية شاملة طرحها مايرون وين إيفانز، وإدّعى بأنها توحد نظريات النسبية العامة وميكانيكا الكم والكهرومغناطيسية. نُشرت هذه الفرضية في مجلة خلال سنين 2003 و 2005. ولكن في سنة 2008، نشر محرر مقالة افتتاحية في المجلة أعلن فيها عن تراجع المجلة لدعم هذهِ الفرضية.
- الألكتروجاذبيات - الإدعاء بوجود تأثير غير تقليدي أو دفع مضاد للجاذبية يتنج من تأثير المجال الكهربائي على الكتلة. طرح هذا الاسم توماس تاونسند براون في عقد العشرينات من القرن العشرين، وكان أول من وصف هذا التأثير، وقد قضى حياته محاولاً تطويره وبيعه كنظام دفع ولكنه فشل في ذلك.

## علوم تطبيقية

### الزراعة
- لايسنكويزم (Lysenkoism) أو (Lysenko-Michurinism) - حملة سياسية ضد علم الوراثة والزراعة المستندة على العلوم والتي أجراها تروفيم لايسنكو (Trofim Lysenko) وأتباعه والسلطات السوفيتية. خدم لايسنكو كمدير لأكاديمية لينين الإتحادية للعلوم الزراعية (Soviet Union's Lenin All-Union Academy of Agricultural Sciences). بدأ لايسنكو بالحملة في نهاية العشرينات من القرن الماضي وانتهى منها رسمياً في عام 1964. أفكار علم لايسنكو الكاذبة كانت مبنية على مفاهيم وراثة الصفات المكتسبة اللاماركية (Lamarckian). رفضت نظرية لايسنكو الوراثة المندلية ومفهوم الـ“جين“ وبعدت عن نظرية التطور الدارونية برفض الإنتخاب الطبيعي.
- الزراعة الحركية الحيوية - طريقة للزراعة تعامل الحقول ككائنات موحدة ومستقلة. تستخدم الزراعة الحركية الحيوية التقويم التنجيميّ. المواد وخلائط التسميد المستخدمة من قبل مطبقي هذه الزراعة وصِفت بكونها غير تقليدية وشبيهة بمواد المعالجة المثليّة. على سبيل المثال، يمكن مكافحة فئران الحقل باستخدام رماد يتم تحظيره من جلد الفئران عندما يكون موقع كوكب الزهرة في السماء داخل برج العقرب.

### العمارة
- الفنك شوي (Feng Shui) - وهو نظام صيني قديم يشمل أمور كالتصوّف، جماليّات مستندة على علم الفلك والجغرافية وتدفق طاقة التشي المفترضة. الدليل على فعالية الفنك شوي معتمد على الحكايات فقط ويفتقر لأسلوب إجراء وجيه؛ هذا يؤدي إلى تضارب في الإرشادات الصادرة من مختلف مطبقي الفنك شوي. يتبنّى مطبقي الفنك شوي هذه التضاربات كدليل على التباينات بين مختلف المدارس؛ يصف المحللين النقّاد الفنك شوي كما يلي: ”إعتمد الفنك شوي دوماً على التخمين فقط.“[4][5] النقد الحديث يفرّق بين الفنك شوي كبداية دين تقليدي والتطبيق الحديث: ”عقيدة وفق المذهب الطبيعي استُخدِمت في الأصل للعثور على مكان إقامة ميمون لمزار مقدس أو قبر. لكن عبر القرون، أصبحت مشوهة وتحولت إلى خرافة فاضحة.“
- خطوط لاي (Ley Lines) - اقترحت خطوط لاي اصطفاف الآثار التاريخية القديمة وملامح المناظر الطبيعة بشكل مقصود، ولكن توضّح بعد ذلك بأنها نتاج صدف عشوائية. وقد اقتٌرح إضافة بعض مفاهيم الفنك شوي الحديثة بعد ذلك بناءً على المفهوم الأساسي وإدّعائات علم كاذبة عن تدفق طاقة خلال هذه الخطوط.
- فاستو شاسترا (Vastu Shastra) - منهج عمارة هندوسية قديم، فيضع سلسلة من القوانين لبناء المنازل بحسب البيئة المحيطة. علماء مثل جايانت نارليكار (Jayant Narlikar) أشار إلى عدم وجود ترابط منطقي مع البيئة وأن بعض ما قد بني على هذه الأسس قد هُدّم وأعيد بناؤه مجدداً للتكيّف مع القوانين. وفي أحد المرات، أمر وزير بهدم حي فقير لتغيير مدخل مكتبه بحسب نصائح مستشاروا الفاستو والذين إدّعوا بأن تغيير مدخله إلى بوابة تواجه ناحية الشرق سيحل مشاكله السياسية.